# Piotr Kleszcz
Piotr Tomasz Kleszcz (ur. 8 czerwca 1967 w Łodzi) – polski duchowny rzymskokatolicki, franciszkanin konwentualny, biskup pomocniczy łódzki od 2024.

## Życiorys
Urodził się 8 czerwca 1967 w Łodzi. W 1986 rozpoczął nowicjat w klasztorze w Smardzewicach. W latach 1987–1993 odbył studia filozoficzno-teologiczne w Wyższym Seminarium Duchownym Ojców Franciszkanów w Łodzi. 4 października 1991 w kościele św. Antoniego Padewskiego w Łodzi złożył profesję wieczystą na ręce ojca Alberta Szczesiula. Tamże 6 czerwca 1992 Jan Kulik, biskup pomocniczy łódzki, wyświęcił go na diakona, a 29 maja 1993 arcybiskup Józef Kowalczyk, nuncjusz apostolski w Polsce, udzielił mu święceń prezbiteratu. W 1993 uzyskał magisterium z teologii na Akademii Teologii Katolickiej w Warszawie.
Pracował jako wikariusz na terenie archidiecezji łódzkiej, w latach 1993–1995 w parafii św. Antoniego i św. Jana Chrzciciela w Łodzi, w latach 1995–1996 i 1997–2016 w parafii Matki Bożej Anielskiej w Łodzi. W latach 1996–1997 przebywał w Stanach Zjednoczonych, wykonując zadania wikariusza w parafii Matki Bożej Częstochowskiej w Bostonie. Pełnił funkcję magistra braci profesów czasowych, a także ojca duchownego dekanatu Łódź-Chojny-Dąbrowa. W 2016 został proboszczem parafii Matki Bożej Anielskiej w Łodzi i objął stanowisko gwardiana wspólnoty zakonnej.
Był duszpasterzem wspólnot Ruchu Światło-Życie i kręgów Domowego Kościoła, głosił rekolekcje. W 1997 założył zespół dziecięcy Mały Chór Wielkich Serc, dla którego pisał teksty i komponował muzykę. W 2020 zajął się ewangelizacją przez internet, publikując filmy z komentarzami do codziennych czytań. W 2023 został opiekunem duchowym schroniska dla kobiet im. św. Brata Alberta w Łodzi.
25 września 2024 papież Franciszek mianował go biskupem pomocniczym archidiecezji łódzkiej ze stolicą tytularną Aquae Albae in Byzacena. Święcenia biskupie otrzymał wraz ze Zbigniewem Wołkowiczem 19 października 2024 w bazylice archikatedralnej św. Stanisława Kostki w Łodzi. Głównym konsekratorem był kardynał Grzegorz Ryś, arcybiskup metropolita łódzki, a współkonsekratorami Władysław Ziółek, arcybiskup senior archidiecezji łódzkiej, i Wojciech Osial, biskup diecezjalny łowicki Jako zawołanie biskupie przyjął pozdrowienie franciszkańskie „Pax et Bonum” (Pokój i Dobro).

## Odznaczenia i wyróżnienia
W 2022 prezydent RP Andrzej Duda nadał mu Srebrny Krzyż Zasługi.